# Croix de Locmiquel
La croix de Locmiquel  est située Chemin de la Trinité-sur-Mer au lieu-dit «Locmiquel», à  Ploemel dans le Morbihan

## Historique
La croix, élevée probablement au IXe ou Xe siècle, fait l’objet d’une inscription au titre des monuments historiques depuis le 20 mars 1934.

## Architecture
La croix de Locmiquel est en granit et monolithe.
Les bras sont courts. 
En 2011, la croix était penchée.